# Linda Johnson
Linda Johnson (14 ottobre 1953) è una giocatrice di poker statunitense.
Dal 2011 fa parte del Poker Hall of Fame.
Vincitrice di 1 braccialetto WSOP, è la seconda donna dopo Barbara Enright ad essere ammessa nella Hall of Fame. Vanta complessivamente 10 piazzamenti a premi alle WSOP.

## Braccialetti delle WSOP
| Anno | Torneo            | Premio  |
| ---- | ----------------- | ------- |
| 1997 | $1.500 Limit razz | $96.000 |